# 2012年ロンドンオリンピックのバングラデシュ選手団
2012年ロンドンオリンピックのバングラデシュ選手団（2012ねんロンドンオリンピックのバングラデシュせんしゅだん）は、2012年7月27日から8月12日までイギリスのロンドンで開催されたロンドンオリンピックバングラデシュ選手団の名簿。

## 選手団
- 人員: 選手 5人
- 開会式旗手: Mahfizur Rahman Sagor

## 種目別選手・スタッフ名簿及び成績

### アーチェリー
- Md Emdadul Haque Milon（男子個人）第1回戦敗退

### 陸上競技
- Mohan Khan（男子100m）11秒25 予備予選敗退

### 体操
- Quazi Syque Caesar（男子種目別ゆか、平行棒、鉄棒）予選敗退

### 射撃
- Sharmin Ratna（女子エアライフル）予選敗退

### 競泳
- Mahfizur Rahman Sagor（男子50m自由形）24秒64